# Kristalna kugla
Kristalna kugla je kugla sačinjena od kristala ili stakla, a prema drevnom vjerovanju služi za komunikaciju s višim svjetovima i duhovnim sferama, te za pretkazanje događaja u budućnosti. U prošlosti, koristili su ih brojni proricatelji, okultisti i mistici. Vještina gledanja u kristalnu kuglu i proricanja budućnosti naziva se kristalomancija.
Korištenje kristala za proricanje prilično se proširilo Europm do 5. stoljeća, kada je srednjovjekovna Crkva osudila i zabranila takvu praksu proglašavajući je đavoljim poslom.
John Dee (1527.-1608.), engleski znanstvenik i mistik na dvoru kraljice Elizabete I. posjedovao je kristalnu kuglu pomoću koje je, navodno, stupio u vezu s višim bićima te uz pomoć njihova posebnog jezika zapisao vizije i proročanstva koja je dobio od njih.
Proricanje uz pomoć kristalne kugle postalo je popularno u viktorijanskom dobu, kada su stvorene opsežne upute za čišćenje i korištenje kristalnih kugli u svrhu proricanja. Na njenu popularnost utjecali su i Romi, koji su se selili Europom s jednog mjesta na drugo u karavanima te sudjelovali na gradskim sajmovima gdje su, između ostalog, zarađivali novac proricanjem iz kristalne kugle.

## Povijest
Posvjedočena je uporaba kristalnih kugli oko 3000. godina pr. Kr. kod drevnih Egipćana, Babilonaca i drugih naroda starog vijeka. Različite zrcalne i vodene površine, kao i kristalne kugle, koristili su i brojni narodi u kasnijim razdobljima povijesti pa tako i narodi Novog svijeta, poput Maja i Inka. Uporaba kristalne kugle kao divinacijskog sredstva bila je raširena kod druida na Britanskom otočju i Galiji sve do 7. stoljeća, kada ih je preslojilo kršćanstvo. Druidi su isprva koristili mirnu površinu vode u svrhu proricanja, da bi s vremenom počeli upotrebljavati izrađene kugle od stakla, dragog kamenja i kristala. Magijske tradicije druida opisao je rimski pisac i znanstvenik Plinije Stariji (23. - 79.) u svom dijelu Prirodoslovlje, u kojem je cijelo poglavlje posvetio druidima. U tom dijelu se prvi put spominje kristalna kugla.
U srednjem vijeku koristili su ih čarobnjaci, vidovnjaci i proroci, a Crkva je osuđivala takve prakse kao demonske, o čemu svjedoči i djelo "O državi Božjoj" (De civitate Dei), crkvenog oca i teologa, svetog Augustina (354. - 430.), koje je utjecalo na kasnije stajalište o tehnikama proricanja kao heretičkim, poganskim i zabranjenim radnjama.
U vrijeme renesanse najpoznatiji korisnik kristalne kugle bio je engleski znanstvenik John Dee (1527. - 1608.), koji je zajedno sa samozvanim vidovnjakom Edwardom Kelleyjem (1555. - 1597.) prizivao anđeoske sile pomoću kugle i tobože dobijao proročanstva putem neobičnih tekstova ispisanih mističnim enokijanskim jezikom.
Posebnu pop-kulturnu povezanost s kristalnom kuglom i njenim korištenjem u svrhu proricanja imaju Romi ili Cigani, nomadski narod koji je u srednjem vijeku doselio iz Indije u Europu i bavio se brojim mističnim i okultnim vještinama, često u svrhu ostvarivanja profita.
U 19. stoljeću, s novim porastom zanimanja za okultizam i magiju, scenski performari znani kao mađioničari počeli su koristiti kristalne kugle u svrhu mađioničarske predstave. Jedan od najpoznatijih iluzionista koji je koristio kristalnu kuglu u svojim predstavama između 1915. i 1924. godine bio je Amerikanac Claude Conlin, od kojeg je potekla ideja o mađioničaru koji nosi plašt, turban na glavi i proriče pomoću kristalne kugle.
U 20. stoljeću bila je poznata američka vidovnjakinja Jeane Dixon (1904. - 1997.), koja je koristila kristalnu kuglu za proircanje budućnosti. Postala je planetarno poznata nakon što je predvidjela atentat na Johna F. Kennedyja koji se dogodio u Dallasu 1963. godine, a kasnije je bila savjetnica američkog predsjednika Richarda Nixona i Nancy Reagan, supruge amričkog predsjednika Ronalda Reagana.
U 21. stoljeću, kristalna kugla je dio brojnih praksi New Agea, paganizma i drugih alternativnih vjerskih sustava.

## Način uporabe kristalne kugle u divinacijske svrhe
Proricatelj treba sjesti nasuprot klijentu kojem pretkazuje budućnost, a između njih mora biti kristalna kugla na postolju na stolu prekrivenom odgovorajućom tkaninom. Osvjetljenje treba biti prilagođeno, ni presvjetlo ni pretamno, kako bi proricatelj mogao biti koncentriran na proricanje. Atmosfera mora biti umirujuća i opuštena, a proricatelj mora biti fokusiran na površinu i središte kristalne kugle. Vizije koje prima proricatelj nisu vidljive klijentu, niti ih proricatelj može objasniti i razumijeti, zbog čega ih opisuje klijentu, koji iz njih otkriva značenje koje imaju za njega.
Veličina korištene kugle može varirati. Ponekad se upotrebljavaju kugle promjera 5 ili 10 cm koje su sasvim dovoljne za kvalitetnu izvedbu, ali poneki preferiraju veće kugle promjera 15 ili 20 cm. Budući da su kristalne kugle izrađene većinom od kristala (kvarc, beril, kalcit, opsidijan i ametist), najčešće su prilično skupe.

## Vanjske poveznice
- Proricanje pomoću kristala - Britannica Online (engl.)
- Kristalne kugle  Arhivirana inačica izvorne stranice od 7. svibnja 2011. (Wayback Machine)
- Kristalna kugla iz ranog 20. stoljeća - rosenberg-library-museum.org (engl.)
- [neaktivna poveznica] (engl.)
- Porijeklo i upotreba kristalne kugle - learnreligions.com  Arhivirana inačica izvorne stranice od 18. prosinca 2023. (Wayback Machine) (engl.)